# Computador mecânico

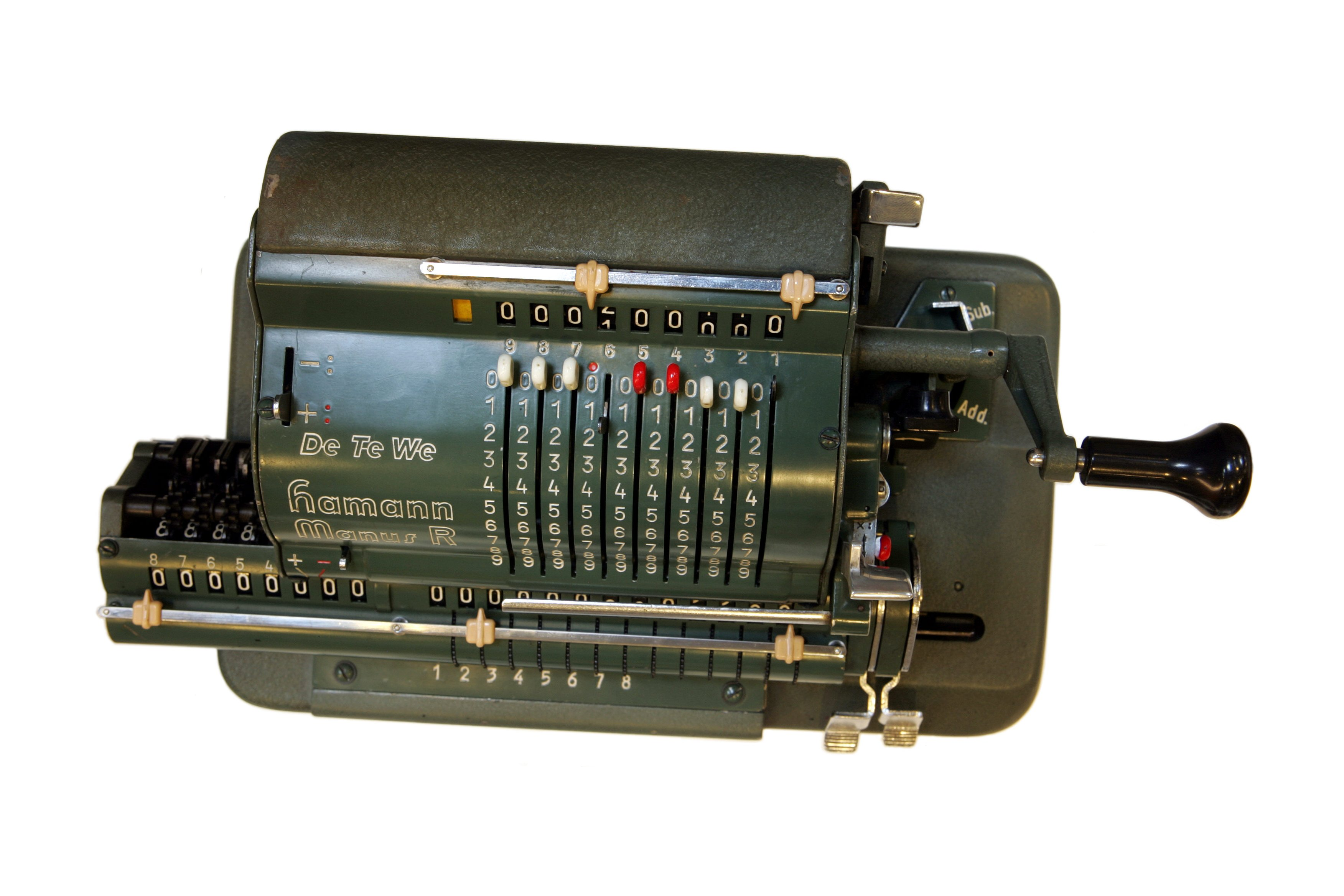
Computador mecânico Hamman Manus R, produzido na Alemanha pela empresa DeTeWe entre 1953 e 1959

Um computador mecânico é um computador construído com componentes mecânicos, como alavancas e engrenagens, em vez de componentes eletrônicos. Os exemplos mais comuns são as máquinas de somar e os contadores mecânicos [en], que usam o giro das engrenagens para incrementar as telas de saída. Exemplos mais complexos podiam realizar multiplicação e divisão - o Friden usava uma unidade móvel que parava em cada coluna - e até mesmo  análise diferencial. Um modelo, a máquina de contabilidade Ascota 170, vendida na década de 1960, calculava raízes quadradas.
Os computadores mecânicos podem ser analógicos, usando mecanismos contínuos [en] ou suaves, como placas curvas ou réguas de cálculo para fazer cálculos, ou discretos, que usam mecanismos como cata-vento [en] e engrenagens.
Os computadores mecânicos atingiram seu apogeu durante a Segunda Guerra Mundial, quando formaram a base de miras de bombas [en] complexas, incluindo a Norden [en], bem como dispositivos semelhantes para cálculos de navios, como o Torpedo Data Computer [en] dos EUA ou a Tabela de Controle de Incêndio do Almirantado [en] Britânico. Vale destacar os instrumentos de voo mecânicos para as primeiras espaçonaves, que forneciam sua saída computada não na forma de dígitos, mas por meio dos deslocamentos das superfícies indicadoras. Desde o primeiro voo espacial de Yuri Gagarin até 2002, todas as espaçonaves soviéticas e russas tripuladas Vostok, Voskhod e Soyuz foram equipadas com um instrumento Globus [en] que mostrava o movimento aparente da Terra sob a espaçonave por meio do deslocamento de um globo terrestre em miniatura, além de indicadores de latitude e longitude.
Os computadores mecânicos continuaram a ser usados na década de 1960, mas vinham perdendo terreno para os computadores digitais desde o seu surgimento. Em meados da década de 1960, surgiram calculadoras eletrônicas dedicadas com saída de tubo de raios catódicos. A próxima etapa da evolução ocorreu na década de 1970, com a introdução de calculadoras eletrônicas portáteis de baixo custo. O uso de computadores mecânicos diminuiu na década de 1970 e era raro na década de 1980.
Em 2016, a NASA anunciou que seu programa Rover Autônomo para Ambientes Extremos [en] usaria um computador mecânico para operar nas condições ambientais adversas encontradas em Vênus.

## Exemplos

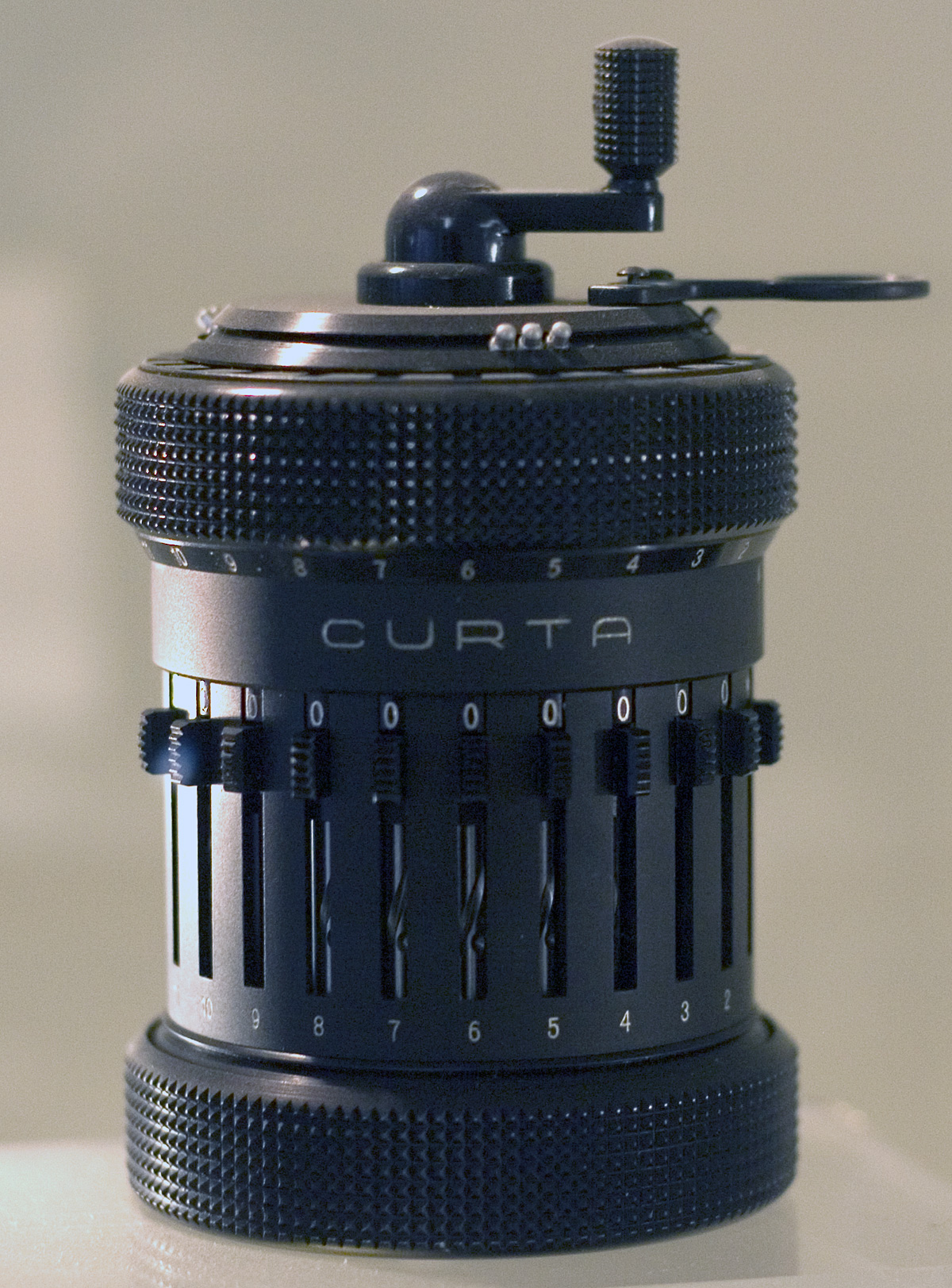
Calculadora Curta

- Máquina de Anticítera, c.100 a.C. – Um relógio astronômico mecânico.
- Motor Cósmico, 1092 – A torre de relógio astronômico hidromecânico de Su Song, inventada durante a dinastia Sung, que apresentava o uso de um mecanismo de escape antigo empregado em relógios.[2][3][4][5]
- Relógio-castelo, 1206 – O relógio-castelo de Al-Jazari, um relógio astronômico mecânico movido a energia hidráulica, foi o primeiro computador analógico programável.[6][7][8]
- O Astrarium [en] foi um relógio astronômico complexo construído em 1348 por Giovanni Dondi dall'Orologio [en]. Ele tinha sete faces e 107 peças móveis, podia mostrar e prever as posições do sol, da lua, das estrelas e dos cinco planetas então conhecidos, bem como os dias de celebrações religiosas.[9]
- Pascalina, 1642 – máquina aritmética de Blaise Pascal destinado principalmente a ser uma máquina de somar que podia somar e subtrair dois números diretamente, bem como multiplicar e dividir por repetição.
- Calculadora de Leibniz [en], 1672 – calculadora mecânica de Gottfried Wilhelm Leibniz, capaz de somar, subtrair, multiplicar e dividir.
- Máquina diferencial, 1822 – dispositivo mecânico de Charles Babbage  para calcular polinômios.
- Máquina analítica, 1837 – Um dispositivo posterior de Charles Babbage que poderia ser considerado um encapsulamento da maioria dos elementos dos computadores modernos.
- Aritmômetro Odhner [en], 1873 – Calculadora de W. T. Odhner [en], que teve milhões de cópias fabricadas até a década de 1970.
- Integrador de esferas e discos, 1886 – William Thomson o utilizou em seu Analisador Harmônico para medir a altura das marés, calculando os coeficientes de uma série de Fourier.
- Dumaresq [en], 1902 – Computador de controle de disparos da Marinha Real
- Máquina analítica de Percy Ludgate [en], 1909 – A segunda das duas únicas máquinas analíticas mecânicos já projetados.
- Mesa de controle de disparos de Dreyer [en], 1911 – Computador de controle de disparos da Marinha Real
- Calculadora Marchant [en], 1918 – A mais avançada das calculadoras mecânicas. O projeto principal foi feito por Carl Friden.
- Tabela de controle de disparos do Almirantado, 1922 - Computador de controle de disparos avançado da Marinha Real.
- István Juhász Gamma-Juhász (diretor)[10][11][12] (início da década de 1930)
- Kerrison Predictor [en] (início da década de 1930)
- Z1, 1938 (pronto em 1941) – Calculadora mecânica de Konrad Zuse (embora as imprecisões das peças tenham prejudicado seu funcionamento).[13]
- Mark I Fire Control Computer [en], implantado pela Marinha dos Estados Unidos durante a Segunda Guerra Mundial (1939 a 1945) e até 1969 ou mais tarde.
- Calculadora Curta, 1948
- MONIAC [en], 1949 – Um computador analógico usado para modelar ou simular a economia do Reino Unido.
- Instrumento de navegação IMP "Globus" da espaçonave Voskhod, início da década de 1960
- Digi-Comp I [en], 1963 – Um computador digital educacional de 3 bits
- Digi-Comp II [en], meados da década de 1960s – Um computador digital de esfera rolante
- Autômato – Dispositivos mecânicos que, em alguns casos, podem armazenar dados e fazer cálculos, além de realizar outras tarefas complicadas.
- Turing Tumble [En], 2017– Um computador educacional de Turing completo parcialmente inspirado no Digi-Comp II

## Processamento de dados com cartão perfurado
A partir do final do século XIX, bem antes do advento dos computadores eletrônicos, o processamento de dados era realizado com o uso de máquinas eletromecânicas chamadas coletivamente de equipamentos de registro de unidades, máquinas de contabilidade elétrica (EAM) ou máquinas tabuladoras. Em 1887, Herman Hollerith havia elaborado a base para um sistema mecânico de registro, compilação e tabulação de fatos do censo. O equipamento de processamento de dados de "registro de unidade" usa cartões perfurados para transportar informações com base em um item por cartão. As máquinas de registro de unidade se tornaram tão onipresentes no setor e no governo nos primeiros dois terços do século XX quanto os computadores se tornaram no último terço. Elas permitiram que tarefas de processamento de dados sofisticadas e de grande volume fossem realizadas antes que os computadores eletrônicos fossem inventados e enquanto eles ainda estavam em sua infância. Esse processamento de dados era realizado por meio do processamento de cartões perfurados em várias máquinas de registro de unidades em uma progressão cuidadosamente coreografada. Os dados nos cartões podiam ser adicionados, subtraídos e comparados com outros dados e, mais tarde, também multiplicados. Essa progressão, ou fluxo, de máquina para máquina era frequentemente planejada e documentada com fluxogramas detalhados. Todas as máquinas, exceto as mais antigas, tinham alimentadores mecânicos de alta velocidade para processar cartões a taxas de cerca de 100 a 2.000 por minuto, detectando furos com sensores mecânicos, elétricos ou, mais tarde, ópticos. A operação de muitas máquinas era dirigida pelo uso de um painel de tomadas [en], painel de controle ou caixa de conexão.

## Computadores eletromecânicos

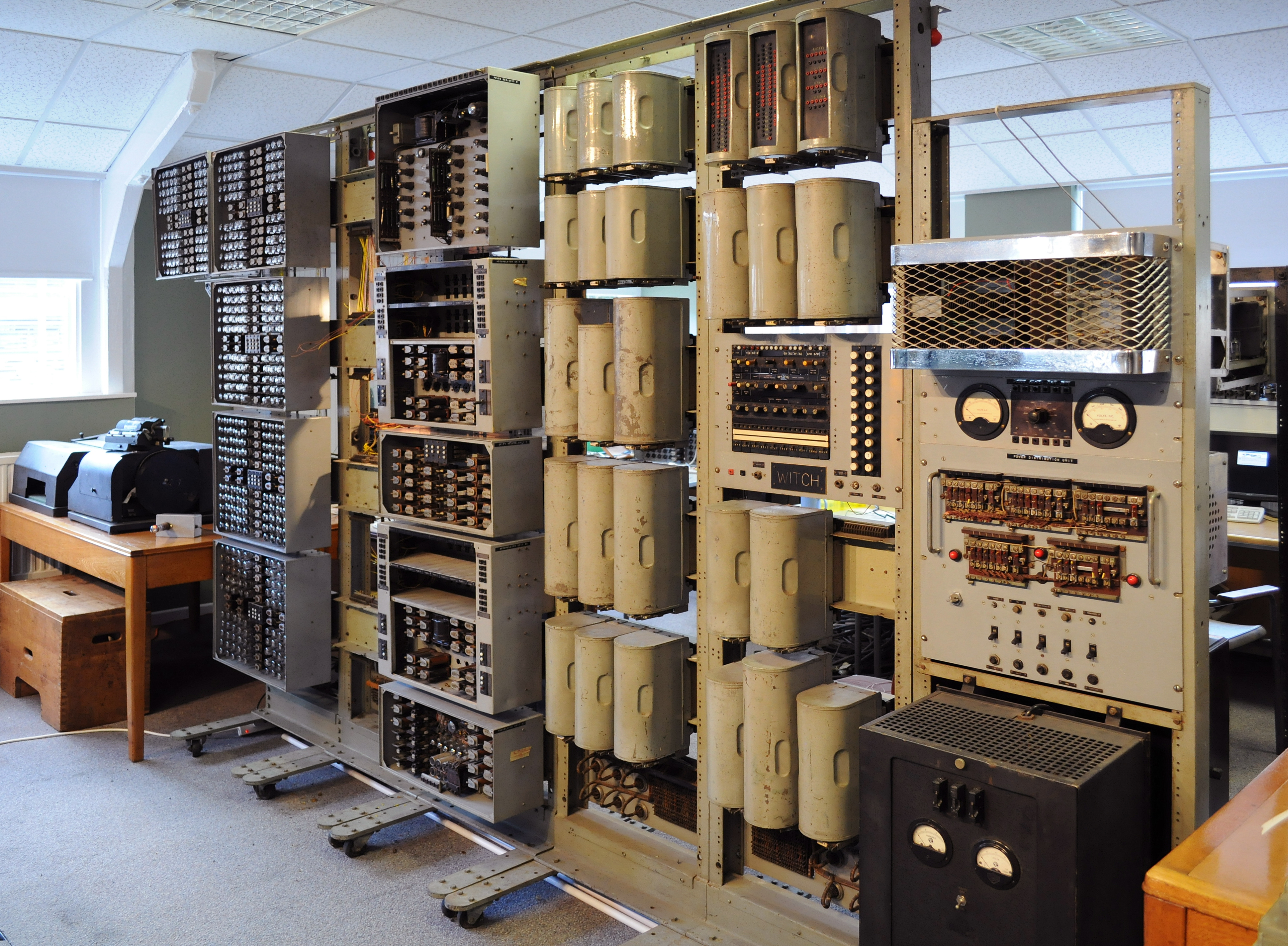
Harwell Dekatron

Os primeiros computadores elétricos construídos com interruptores e lógica cabeada [en], em vez de tubos de vácuo (válvulas termiônicas) ou transistores (com os quais os computadores eletrônicos posteriores foram construídos), são classificados como computadores eletromecânicos. Eles variavam muito em termos de design e recursos, com algumas unidades capazes de aritmética de ponto flutuante. Alguns computadores baseados em relés permaneceram em serviço após o desenvolvimento dos computadores de tubo a vácuo, onde sua velocidade mais lenta foi compensada pela boa confiabilidade. Outros modelos foram construídos como processadores duplicados para detectar erros, ou podiam detectar erros e tentar novamente a instrução. Alguns modelos foram vendidos comercialmente com várias unidades produzidas, mas muitos projetos eram produções experimentais únicas.
| Nome                                                  | País              | Ano        | Comentários | Referências                 |
| ----------------------------------------------------- | ----------------- | ---------- | --- | --------------------------- |
| Computador de relés automático (ARC)                  | Reino Unido       | 1948       | Booths, experimental | [ 19 ]                      |
| ARRA [en]                                             | Países Baixos     | 1952       | experimental |                             |
| BARK [en]                                             | Suécia            | 1952       | experimental |                             |
| FACOM-100 [en]                                        | Japão             | 1954       | comercial daFujitsu | [ 20 ]                      |
| FACOM-128 [en]                                        | Japão             | 1956       | comercial | [ 21 ]                      |
| Computador Harwell                                    | Reino Unido       | 1951       | posteriormente conhecido como WITCH |                             |
| Harvard Mark I                                        | Estados Unidos    | 1944       | "Calculadora IBM controlada por sequência automática"                                                                                                  |                             |
| Harvard Mark II                                       | EUA               | 1947       | "Calculadora de relés Aiken" |                             |
| IBM SSEC [en]                                         | EUA               | 1948       | |                             |
| Mecanismo de computação do Imperial College (ICCE)    | Reino Unido       | 1951       | Eletromecânico | [ 23 ] [ 24 ] [ 25 ]        |
| Escritório de Pesquisa Naval - Computador cabeado ONR | EUA               | 1949       | ALU de 6 bits, armazenamento em tambor, mas com relé eletromecânico baseado no Atlas [en], antigo computador de criptologia da Marinha ABEL            | [ 26 ] [ 27 ] [ 28 ] [ 29 ] |
| OPREMA                                                | Alemanha Oriental | 1955       | Uso comercial na Zeiss Optical em Jena | [ 30 ]                      |
| RVM-1                                                 | União Soviética   | 1957       | Alexander Kronrod | [ 31 ]                      |
| SAPO [en]                                             | Checoslováquia    | 1957       | |                             |
| Simon                                                 | EUA               | 1950       | Demonstrador lógico amador em artigos de revista |                             |
| Z2                                                    | Alemanha          | 1940       | Konrad Zuse |                             |
| Z3                                                    | Alemanha          | 1941       | Zuse |                             |
| Z4                                                    | Alemanha          | 1945       | Zuse |                             |
| Z5 [en]                                               | Alemanha          | 1953       | Zuse |                             |
| Z11 [en]                                              | Alemanha          | 1955       | Zuse, comercial |                             |
| Bell Labs Modelo I                                    | EUA               | 1940       | George Stibitz, "Calculadora de números complexos", 450 relés e interruptores de barra cruzada [en], acesso remoto demonstrado em 1940, usado até 1948 | [ 32 ]                      |
| Bell Labs Modelo II                                   | EUA               | 1943       | "Interpolador de relés", usado para atividades em tempos de guerra, desativado em 1962                                                                 | [ 32 ]                      |
| Bell Labs Modelo III                                  | EUA               | 1944       | "Computador balístico", usado até 1949 | [ 32 ]                      |
| Bell Labs Modelo IV                                   | EUA               | 1945       | Detector de erros Mark 22 da Marinha, usado até 1961                                                                                                   | [ 32 ]                      |
| Bell Labs Model V [en]                                | EUA               | 1946, 1947 | Duas unidades fornecidas, de uso geral, funções trigonométricas integradas, aritmética de ponto flutuante                                              | [ 32 ]                      |
| Bell Labs Modelo VI                                   | EUA               | 1949       | Model V simplificado, de uso geral, com vários aprimoramentos                                                                                          |                             |
| Multiplicador de criptoanálise sem nome               | EUA               | 1937       | Alan Turing | [ 33 ] [ 34 ]               |